# هنري كار
هنري كار (بالإنجليزية: Henry Carr)‏ هو عداء سريع أمريكي، ولد في 27 نوفمبر 1942 في مونتغومري في الولايات المتحدة، وتوفي في 29 مايو 2015 في غريفين في الولايات المتحدة.

## وصلات خارجية
- هنري كار على موقع الاتحاد الدولي لألعاب القوى (الإنجليزية)
- هنري كار على موقع الاتحاد الأمريكي لسباقات المضمار والميدان، قاعة المشاهير (الإنجليزية)
- هنري كار على موقع مرجع كرة القدم المحترفة.كوم (الإنجليزية)
- هنري كار على موقع أوليمبيديا (الإنجليزية)